# 九辺ケンジ
九辺 ケンジ（くべ けんじ）は、日本のライトノベル作家。

## 経歴
大学卒業後にアミューズメントメディア総合学院ノベルス学科へ入学し、2009年度卒業。
在学時執筆の、第5回MF文庫Jライトノベル新人賞二次選考作を改稿した『今日からファミリー』で、第2回GA文庫大賞奨励賞を受賞。同作を改題した『ふぁみまっ!』でデビューした。

## 作品リスト
- 『ふぁみまっ!』 - 全9巻（GA文庫、2010年 - 2014年）